# Tom Beutler
Thomas Joseph Beutler (* 29. September 1946 in Bluffton, Ohio) ist ein ehemaliger US-amerikanischer American-Football-Spieler. Er spielte zwei Saisons auf der Position des Linebackers in der National Football League (NFL).

## Karriere
Von 1965 bis 1967 spielte Beutler College Football an der University of Toledo für die Toledo Rockets in der Mid-American Conference (MAC). Seine beste Saison kam 1967, als er zum MVP der Rockets, zum MAC Lineman of the Year und zum First-team All-American gewählt wurde. Er war der erste All-American in der Schulgeschichte. Im Anschluss erhielt er eine Einladung zum East-West Shrine Game, bei dem er auch startete. Zum 100-jährigen Jubiläum der Rockets 2017 wurde Beutler auf Platz 13 des All-Century-Teams gewählt. Er ist ebenfalls Mitglied der MAC Hall of Fame.
Im NFL Draft 1968 wurde Beutler in der zwölften Runde von den Cleveland Browns ausgewählt. Er verbrachte den Großteil seiner ersten drei Saisons auf dem Taxi Squad der Browns. Im März 1971 wurde er für einen Draftpick zu den Baltimore Colts getauscht. Später spielte er noch für die Memphis Southmen aus der World Football League (WFL).

## Persönliches
Beutlers Neffe Jeremy Beutler spielte ebenfalls professionell Football, unter anderem in der Arena Football League und NFL Europe.